# سونيثا راو
سونيثا راو (بالإنجليزية: Sunitha Rao)‏ مواليد 27 أكتوبر 1985 في جيرسي سيتي، نيوجيرسي، الولايات المتحدة، هي لاعبة كرة مضرب أمريكية سابقة بدأت مسيرتها كمحترفة سنة 2004 وكانت تلعب باليد اليمنى، اعتزلت اللعب في 2009. أعلى تصنيف لها في الفردي كان المركز الـ 144 في سنة 2008. أعلى تصنيف لها في الزوجي كان المركز الـ 108 في سنة 2008. سبق أن شاركت في دورة الألعاب الأولمبية الصيفية.

## الخط الزمني للأداء
مفتاح
| ف | ن | ن.ن | ر.ن | د# | د.م | ل | أ.أ | ت | غ | ب | ف | ذ | م.خ | ل.ت |

(ف) فاز بالبطولة (ن) وصل النهائي (ن.ن) نصف النهائي (ر.ن) ربع النهائي (د#) الأدوار الأربعة الأولى (د.م) دور المجموعات (ل) شارك في كأس ديفيز (أ.أ) خرج من الأدوار الاولى (ت) خسر التصفيات التأهيلية (غ) غاب عن الحدث أو البطولة (ب) حصل على ميدالية برونزية (ف) حصل على ميدالية فضية (ذ) حصل على ميدالية ذهبية (م.خ) بطولة الماسترز خُفضت إلى مرتبة أقل (ل.ت) البطولة لم تعقد في السنة المعينة.
لتجنب الارتباك وازدواجية الحساب، يتم تحديث هذه المعلومات إما في نهاية البطولة، أو عندما تكون مشاركة اللاعب في البطولة قد انتهت.

## روابط خارجية
- سونيثا راو على موقع رابطة محترفات التنس (الإنجليزية)
- سونيثا راو على موقع الاتحاد الدولي لكرة المضرب (الإنجليزية)
- سونيثا راو على موقع كأس بيلي جين كينغ (الإنجليزية)
- سونيثا راو على موقع خلاصة التنس.كوم (الإنجليزية)
- سونيثا راو على موقع إي إس بي إن.كوم (الإنجليزية)
- سونيثا راو على موقع اللجنة الأولمبية الدولية (الإنجليزية)
- سونيثا راو على موقع أوليمبيديا (الإنجليزية)